# Maurizio Lauzi (album)
Maurizio Lauzi è un album dell'omonimo cantante italiano, pubblicato nel 1997.

## Tracce
1. Il capo dei giocattoli
2. Un po' di tempo
3. Anima anonima
4. Parte del blu
5. Bella da ridere
6. Romantica jazz
7. I bellissimi
8. Stella di Roma
9. Se c'è amore
10. Sogni d'oro
11. Due parole

## Formazione
- Maurizio Lauzi - voce, cori, pianoforte
- Francesco Saverio Porciello - chitarra acustica
- Stefano Pulga - tastiera
- Chicco Gussoni - chitarra elettrica
- Ares Tavolazzi - basso
- Ellade Bandini - batteria
- Gigi Cifarelli -  chitarra elettrica
- Walter Tesoriere - tastiera
- Naco - percussioni
- Amedeo Bianchi - sax
- Angela Baggi, Stefano De Maco, Lalla Francia, Paola Folli, Moreno Ferrara, Silvio Pozzoli - cori